# Cenocoelius magnus
Cenocoelius magnus är en stekelart som beskrevs av Saffer 1982. Cenocoelius magnus ingår i släktet Cenocoelius och familjen bracksteklar. Inga underarter finns listade.